# Rad (Einheit)
Das Rad (Einheitenzeichen rad), von engl. radiation absorbed dose, ist eine seit 1977, im medizinischen Bereich seit Ende 1985 nicht mehr verwendete Einheit der absorbierten Strahlendosis, genauer: der Energiedosis. Sie wurde von der SI-Einheit Gray abgelöst und gilt seit dem 1. Januar 1978 in Deutschland nicht mehr als gesetzliche Einheit.
Das Rad wurde 1953 von der ICRU als Einheit der absorbierten Dosis zu 100 erg/g festgelegt, was gleichbedeutend ist mit:
{\displaystyle \mathrm {1\,rad=0{,}01\,Gy=0{,}01\,{\frac {J}{kg}}} }
Wo „rad“ mit der Winkeleinheit verwechselt werden könnte, sollte alternativ „rd“ verwendet werden.